# Bodotria pulex
Bodotria pulex is een zeekommasoort uit de familie van de Bodotriidae. De wetenschappelijke naam van de soort is voor het eerst geldig gepubliceerd in 1903 door Zimmer.